# يوجين بنسون
يوجين بنسون هو ناقد أدبي كندي، ولد في 1928 في أيرلندا الشمالية في المملكة المتحدة.